# Olli Soikkeli

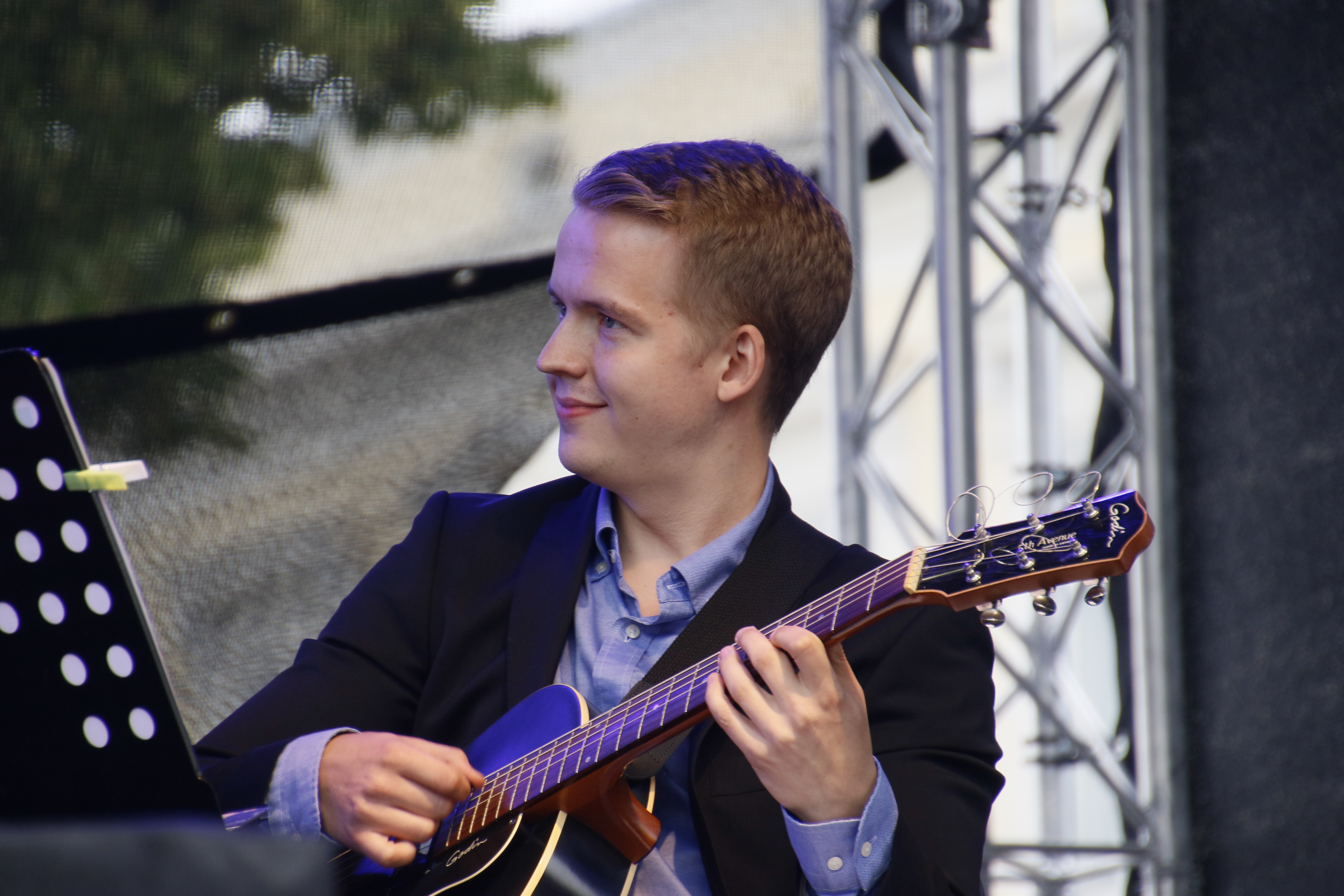
Olli Soikkeli (Pori Jazz 2016)

Olli Soikkeli (* 1991 in Nurmes) ist ein finnischer Jazzmusiker (Gitarre). Er ist als Interpret des Gypsy Jazz bekannt geworden.

## Leben und Wirken
Soikelli begann im Alter von zwölf Jahren Gitarre zu spielen. Zunächst an Heavy Metal orientiert, lernte er mit 15 Jahren die Musik von Django Reinhardt kennen, die ihn sehr berührte. Mit dem Hot Club de Finlande und Vitali Imereli war Soikkeli an dem Album Trois Générations (2011) beteiligt. Mit Paulus Schäfer tourte er durch Europa. Mit ihm und Arnoud van den Berg entstand das Album Kouvola Junction (2012). In Konzerten begegnete er Bucky Pizzarelli, Stochelo Rosenberg, Tommy Emmanuel, Andreas Öberg, Cyrille Aimée, Antti Sarpila und Marian Petrescu.
Soikkeli zog 2014 nach New York City, wo er seitdem lebt. Das Rhythm Future Quartet, das er gemeinsam mit dem Geiger Jason Anick leitete, veröffentlichte sein Debütalbum (2014). Zwei weitere Alben mit dieser Formation und Tourneen durch die USA folgten. Weiterhin war er am Album The Best Things in Life Are Free (2016) des Hot Club d’Europe beteiligt. In den letzten Jahren hat er sich zudem intensiv mit dem Choro beschäftigt.

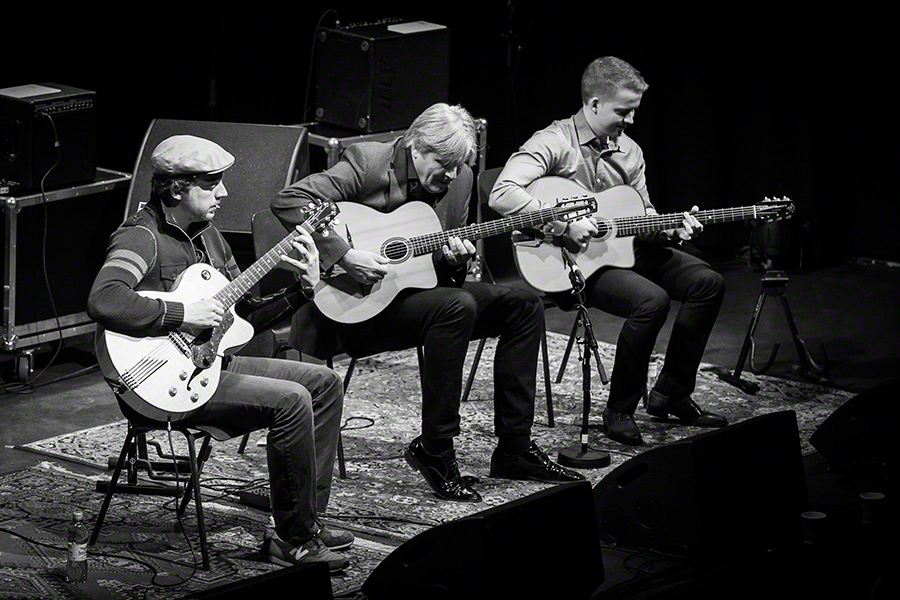
Olli Soikkeli (2016, rechts) mit Adrien Moignard (links) und Jon Larsen (Mitte)

## Diskographische Hinweise
- Rhythm Future Quartet (2014, mit Jason Anick, Max O’Rourke, Greg Loughman)
- Rhythm Future Quartet: Travels (2016)[4]
- Julien Labro & Olli Soikkeli Quartet Rise & Grind (2017)
- Rhythm Future Quartet and Friends (2018, mit Jason Anick, Max O’Rourke, Greg Loughman sowie Cyrille Aimée, Hamilton de Holanda und Stochelo Rosenberg)[5]
- Olli Soikkeli Trio featuring Marian Petrescu & Teemu Åkerblom (2019)
- Olli Soikkeli Quartet featuring Marian Petrescu, Joonas Tuuri & Aleksi Heinola Lentement Mademoiselle (2022)